# 東北漢普夏 (英國國會選區)
東北漢普夏（英語：North East Hampshire），英國國會一郡選區，位於英格蘭東南部漢普夏東北部，包括哈特區大部和貝辛斯托克-迪恩的東北和東南部。
始設於1997年。本區至2010年的當區議員是保守黨的詹姆斯·阿巴斯諾特。在2010年大選中以60.6%選票勝出該區三度連任成功。